# みちづれ (THE BOOMの曲)
『みちづれ』は、日本の音楽グループであるTHE BOOMが1991年11月21日に発表した7枚目のシングル。

## 解説
この曲を最後に1999年のシングル「大阪でもまれた男」まで、THE BOOMとしてのスカ楽曲は一切作られていない（理由は、ブラジル音楽などへの路線変更があったため。ソロとしては、「ブラジル人・イン・トーキョー」が発売されている）。 
ボーカルの宮沢和史は当時の雑誌インタビューで、「カップリングの『そばにいたい』の方が今のBOOMっぽい」と語っている。 

## 収録曲
1. みちづれ
作詞：宮沢和史、作曲：小林孝至・宮沢和史
2. そばにいたい [single mix]
作詞・作曲：宮沢和史
3. みちづれ（オリジナル・カラオケ）